# Cratere Oenopides

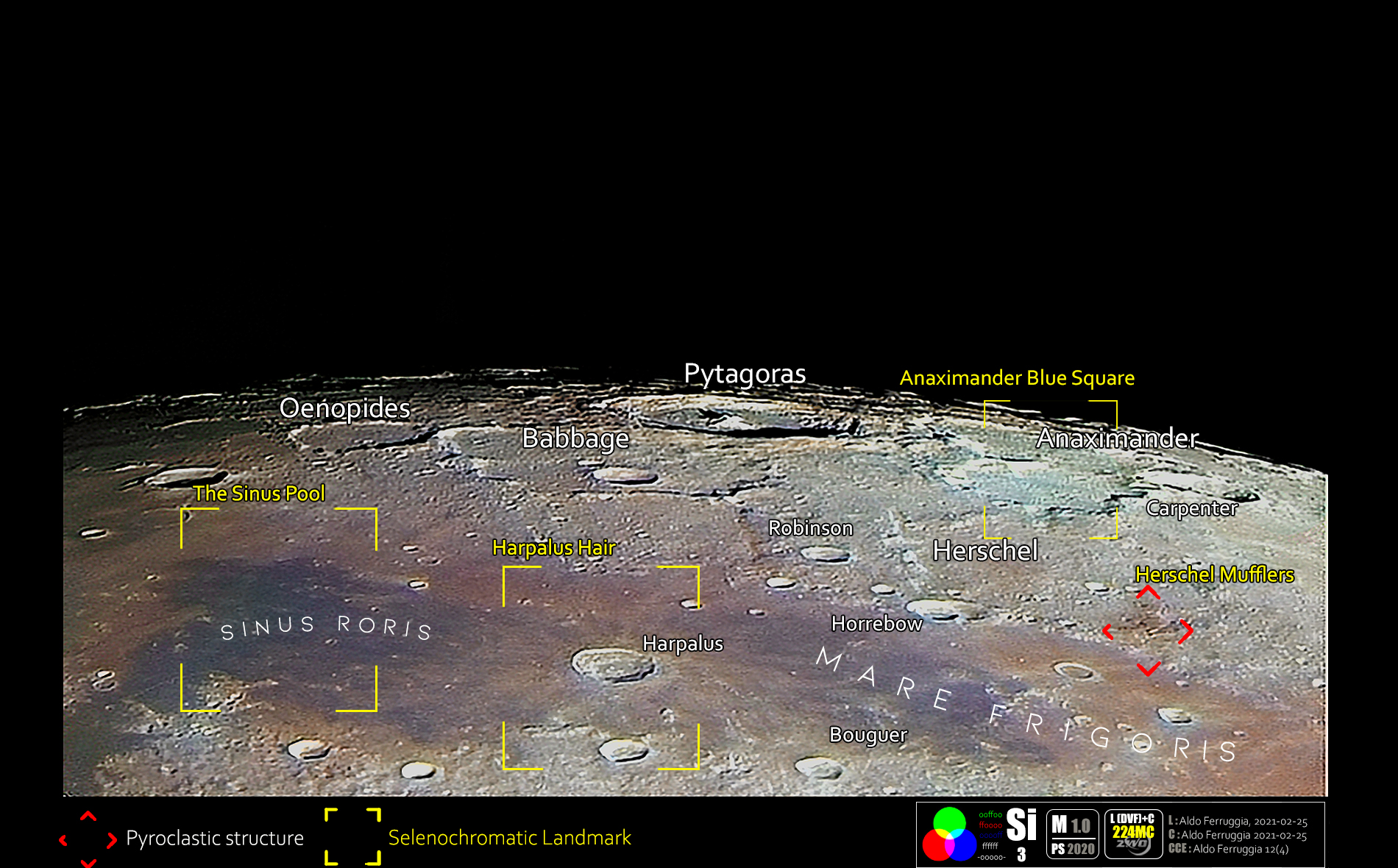
Immagine dell'area del cratere in formato Si con alcuni reperi. Vedi anche:

Oenopides  (in lingua italiana: Enopide) è un cratere lunare intitolato al matematico ed astronomo greco Enopide di Chio, situato vicino al margine nordoccidentale della Luna, in modo da apparire elongato, per effetto prospettico, visto dalla Terra. Questo cratere si trova a sud del grande cratere Pitagora, ed è adiacente al bordo sudoccidentale di Babbage E. Il bordo sudoccidentale di Oenopides è sovrapposto al margine settentrionale dell'Oceanus Procellarum. A sud si trova il cratere Markov.
Questo cratere è antico ed è stato fortemente eroso da impatti successivi che hanno trasformato il bordo sino a renderlo, in molti punti, una sequenza di basse colline, talvolta interrotte da spaccature. Vi è un'interruzione maggiore verso sud, che mette in comunicazione l'interno con il mare adiacente. Vi sono numerosi piccoli crateri nelle vicinanze del bordo esterno, mentre il resto del pianoro interno è costellato di minuscoli impatti.
A sud-ovest vi sono i resti di Oenopides R, di cui rimangono solo parti del bordo, con la porzione meridionale completamente assente.

## Crateri correlati
Alcuni crateri minori situati in prossimità di Oenopides sono convenzionalmente identificati, sulle mappe lunari, attraverso una lettera associata al nome.
| Oenopides | Latitudine | Longitudine | Diametro |
| --------- | ---------- | ----------- | -------- |
| B         | 58,5° N    | 68,6° W     | 34 km    |
| K         | 55,8° N    | 61,2° W     | 6 km     |
| L         | 55,5° N    | 61,9° W     | 10 km    |
| M         | 55,5° N    | 61,1° W     | 6 km     |
| R         | 55,6° N    | 67,9° W     | 56 km    |
| S         | 58,1° N    | 69,9° W     | 7 km     |
| T         | 57,2° N    | 68,9° W     | 8 km     |
| X         | 57,5° N    | 62,4° W     | 5 km     |
| Y         | 57,0° N    | 63,3° W     | 6 km     |
| Z         | 58,9° N    | 67,0° W     | 7 km     |